# When We Were in Our Teens
When We Were in Our Teens è un cortometraggio muto del 1910 diretto da Frank Powell e interpretato da Mary Pickford, Billy Quirk, Joseph Graybill e Mack Sennett.

## Trama
Mary, che si diletta di pittura, ha due corteggiatori. Tom, però, non possiede il dono della diplomazia e, ruvido e sincero, davanti ai quadri della sua bella, esprime un parere non proprio lusinghiero. Un po' più ipocrita, Howard, al contrario, loda il dipinto. Tom, preoccupato per le attenzioni che adesso Mary riserva al suo rivale, ruba il dipinto aiutato dal maggiordomo e, travestito da barbone, cerca di venderlo a Howard alla presenza della ragazza. Howard, non riconoscendo l'opera di Mary, rifiuta di comperarlo, definendolo una schifezza. La pittrice, delusa da tutti e due, non apprezza il loro parere, ritenendo di essere buon giudice di sé stessa e li mette entrambi in "castigo".

## Produzione
Il film fu prodotto dalla Biograph Company.

## Distribuzione
Il film - un cortometraggio di 145 metri - uscì nelle sale cinematografiche statunitensi il 18 agosto 1910, distribuito dalla Biograph Company. Nelle proiezioni, veniva programmato con il sistema dello split reel, accorpato in un'unica bobina con un altro cortometraggio prodotto dalla Biograph, An Old Story with a New Ending.
Non si conoscono copie ancora esistenti della pellicola che viene considerata presumibilmente perduta.